# Baihuawen
Baihuawen is een van de twee belangrijkste schrijfvormen van Chinese dialecten. In de Chinese dialecten wordt er groot onderscheid gemaakt tussen spreektaal en schrijftaal. De schrijftaal gebruikt het Chinese schrift, dat door alle Chinese dialecten gelezen kan worden.
In het Kantonees wordt zeer veel baihuawen gebruikt. In Hongkong-Kantonees wordt er het meest baihua gebruikt ten opzichte van alle andere Chinese dialecten.
Vóór de 4 Mei-beweging werd in het onderwijs wenyanwen, oud-Chinese schrijftaal, gebruikt in het onderwijs. De teksten waren voor het gewone volk, die geen onderwijs hebben gehad, onbegrijpelijk. Lu Xun was een van de eerste schrijvers die baihua opschreef.